# Przegląd Zrzeszenia Kół Pułkowych Kawalerii
Przegląd Zrzeszenia Kół Pułkowych Kawalerii – pismo wydawane przez Zrzeszenie Kół Pułkowych Kawalerii w Londynie w latach 1956–1961. 
Redaktorami pisma byli, red. Adam J. Dąbrowski, Zygmunt Godyń i Ryszard Dembiński. Ukazały się 3 tomy. Kontynuacją periodyku było pismo: „Przegląd Kawalerii i Broni Pancernej”.